# Emily Westwood (Badminton)
Emily Westwood (* 4. August 1993) ist eine englische Badmintonspielerin.

## Karriere
Emily Westwood startete 2011 bei den Commonwealth Youth Games 2011 und bei den Badminton-Juniorenweltmeisterschaften. Bei den Welsh International 2012 wurde sie Dritte ebenso wie bei den Slovenia International 2013 und den Hungarian International 2013. Weitere Starts folgten beim London Grand Prix Gold 2013 und den Scottish Open 2013.